# ذاكرة عاملة
الذاكرة العاملة هي نظام معرفي محدود الاستخدام والقدرة مسؤول عن تخزين المعلومات المتاحة للمعالجة بشكل مؤقت، غالباً ما يستخدم مصطلح الذاكرة العاملة بشكل مشابه أو مُرادف للذاكرة قصيرة الأمد، ولكن العديد من المُنظِّرين يؤكِّدون على وجود اختلاف كبير بين الاثنين، فالذاكرة العاملة تسمح بمعالجة وتغيير المعلومات المُخزنة في حين تشير الذاكرة قصيرة الأمد إلى تخزين المعلومات بشكل مؤقَّت فقط، تعتبر الذاكرة العاملة مفهوم نظري يستخدم في علم الأعصاب وعلم النفس المعرفي.

## نظرة تاريخيَّة
يعود الفضل في صياغة مصطلح الذاكرة العاملة إلى كلٍّ من ميلر، غالانتر، بريبرام، وقد استخدم على نطاق واسع في ستينات القرن الماضي في سياق النظريَّات التي شبَّهت العقل البشري بالحاسب الإلكتروني الذي كان حديث العهد وقتها، في عام 1968 استخدم هذا المصطلح لوصف نظام الذاكرة الإلكترونيَّة قصيرة الأمد المعروف باسم نظام أتكينسون – شيفرين ، هذا النظام اخترعه كل من ريتشارد أتكينسون وريتشارد شيفرين ويُشار إليه حالياً بالذاكرة الأساسيَّة أو الفوريَّة أو النشطة أو المؤقَّتة ، على كلِّ حال يمكن تتبُّع الإشارات الأولى لهذه الاستخدام لأكثر من 100 سنة من خلال التجارب التي قام بها هيتزيغ وفيرير على الدماغ البشري عندما وجدوا أنَّ استئصال الفص الجبهي من الدماغ يؤثِّر على القدرات المعرفيَّة عند الإنسان وليس القدرات الحسيَّة ، في عامي 1935 و 1936 أثبت كارليل جاكوبسن وزملاؤه الأثر المُثبِّط للاستئصال أو التثبيط القشري للفص الجبهي على الاستجابة المتأخرة.

## النظريَّات
لقد تمَّ اقتراح العديد من النظريَّات والنماذج لتفسير آلية عمل الذاكرة تشريحياً ووظيفيَّاً، وفيما يلي تلخيص لأهم نموذجين منها.

### النموذج متعدِّد المكونات

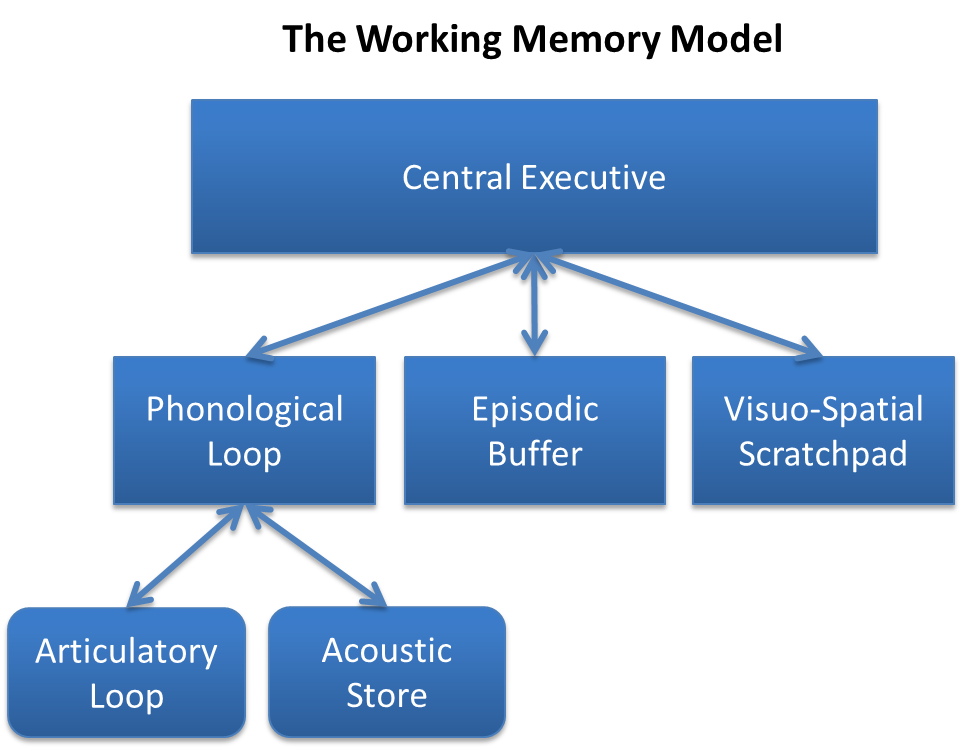
النموذج متعدد المكونات للذاكرة العاملة

في عام 1974 صاغ كلٌّ من ألان بادلي وغراهام هيتش النموذج متعدِّد المكونات للذاكرة العاملة ، تقوم هذه النظريَّة على ثلاثة مكوِّنات أو عناصر: الوحدة التنفيذيَّة المركزيَّة، النظام الصوتي، النظام البصري ، الوحدة التنفيذيَّة المركزيَّة مسؤولة عن زيادة الانتباه والاهتمام بالمعلومات المفيدة والملائمة وتثبيط أو حجب المعلومات والإجراءات غير الملائمة، وكذلك تنسيق العمليَّات عند تنفيذ أكثر من مهمَّة في نفس الوقت، يقوم نظام التخزين الصوتي بحفظ المعلومات الصوتيَّة على الأمد القصير، والمثال على هذه الطريقة الاحتفاظ برقم هاتف مكون من سبعة أرقام طالما أنَّ الشخص يُكرِّر هذه الأرقام صوتياً ، في حين أنَّ النظام البصري يُخزِّن المعلومات المرئيَّة ويعالجها، ويمكن تقسيمه لقسمين: الأول نظام مرئي يتعامل مع الشكل واللون والمظهر والثاني نظام مكاني يتعامل مع الموقع.
قام بادلي بتوسيع نموذجه في عام 2000 من خلال إضافة عنصر رابع هو نظام تخزين عرضي مؤقَّت، وهو نظام يدمج المعلومات الصوتيَّة والمرئيَّة والمكانيَّة ومعلومات أخرى استدلاليَّة، بالإضافة لذلك فنظام التخزين هذا هو الرابط بين الذاكرة العاملة المؤقَّتة وبين الذاكرة طويلة الأمد.

### الذاكرة العاملة كجزء من الذاكرة طويلة الأمد
اقترح أندرياس إيريكسون ووالتر كينتش فكرة الذاكرة العاملة طويلة الأمد ، أحياناً تعمل أجزاء من الذاكرة طويلة الأمد بفعاليَّة كذاكرة عاملة وخصوصاً فيما يتعلَّق بالمعلومات ذات الصلة بالمهام اليوميَّة الدوريَّة. وقام آخرون مثل أوبيراور بتوسيع هذه النظريَّة لتشمل عناصر أخرى أكثر ارتباطاً بها تُفسِّر التداخل بين الذاكرة العاملة والذاكرة طويلة الأمد.

## القدرة
تعتبر قدرة الذاكرة العاملة محدودة نسبياً، في البدايات تمَّ تقدير الحد الكمِّي الأقصى لقدرة الذاكرة العاملة وربطها رقم سبعة السحري: بجمع أو طرح اثنين الذي اقترحه جورج ميلر عام 1956، وأشار إلى محدوديَّة قدرة البشر على معالجة المعلومات، وادعى ميلر أنَّ الحد الأقصى لقدرة البالغ على حفظ ومعالجة المعلومات هو سبعة عناصر بغض النظر عمَّا إذا كانت هذه العناصر أرقام أو حروف أو كلمات أو أي وحدات أخرى، لكنَّ بعض الدراسات اللاحقة أوضحت أنَّ هذا العدد يختلف باختلاف نوع العناصر فقد يكون سبعة أرقام وستة أحرف وخمس كلمات أو حتى باختلاف خصائص العناصر مثل: طول الكلمة، التعقيد الصوتي للكلمة (عدد الأحرف والمقاطع الصوتيَّة)، هل الكلمة معروفة سابقاً للشخص أم لا، كذلك تختلف قدرة الذاكرة العاملة من شخصٍ لآخر بحسب عمر ومواهب الشخص [23]، فمثلاً يستطيع معظم البالغين تكرار سبعة أرقام بالترتيب الصحيح، إلا أنَّ بعض الأفراد يستطيعون حفظ وتكرار 80 رقم بكل دقَّة، ولتحقيق هذا المقدرة العجيبة لابدَّ من تدريب مكثَّف على استراتيجيَّة تشفير يتمُّ فيها تجميع الأرقام المراد حفظها في قوائم أو مجموعات من خلال خصائص مشتركة بينها فتصبح على شكل سلسلة أرقام واضحة ومعروفة للشخص، على كلِّ حال فهذه المهارات الخارقة لا تُعزا لتوسع أو زيادة حجم الذاكرة العاملة بل للقدرة الفائقة على نقل واسترجاع المعلومات من الذاكرة طويلة الأمد بحسب دراسة أندرياس إيريكسون ووالتر كينتش.

### القياس والارتباط
يمكن اختبار سعة أو قدرة الذاكرة العاملة من خلال مجموعة متنوعة من المهام أو الاختبارات، من أشيعها استخداماً المقياس ثنائي المهام الذي يجمع بين قياس سعة الذاكرة ومهمة معالجة أخرى تُجرى في نفس الوقت، ويعود الفضل لدانمان وكاربنتر في اختراع الاختبار الأول من هذا النوع عام 1980 وأطلق عليه اختبار امتداد القراءة، في هذا الاختبار يتم قراءة عدد من الجمل في مواضيع مختلفة ومحاولة تذكُّر الكلمة الأخيرة من كلِّ جملة وتكرارها بترتيبها الصحيح في النهاية، في حين كان دانيمان وكاربنتر يعتقدان بضرورة الجمع بين التخزين والمعالجة لقياس سعة أو قدرة الذاكرة العاملة، فإنَّنا نعرف اليوم أنَّ قدرة الذاكرة العاملة يمكن قياسها من خلال تحرِّي بعض مهام الذاكرة قصيرة الأمد دون الحاجة لأي قدرات معالجة إضافيَّة ، من جهة أخرى يمكن قياس سعة الذاكرة العاملة أيضاً من خلال بعض مهام المعالجة التي لاتتضمَّن أي قدرات حفظ أو تخزين للمعلومات، وعلى كل حال مازال تحديد المقياس الأفضل لسعة وقدرة الذاكرة العاملة موضوعاً للبحث والنقاش المستمر.
إنَّ جميع طرق قياس قدرة الذاكرة العاملة ترتبط بشكل وثيق بالأداء خلال المهام المعرفيَّة المعقَّدة مثل القراءة والاستيعاب ومقاييس الذكاء ، ويعتقد بعض الباحثين أنَّ قدرة الذاكرة العاملة تعكس كفاءة الوظيفة التنفيذية المعرفيَّة للدماغ، مثل القدرة على الاحتفاظ بالمهام المتعدِّدة حتى في ظلِّ المعلومات غير ذات الصلة التي قد تُشتِّت الانتباه، وهذا يعكس على ما يبدو الاختلاف بين الأفراد في القدرة على التركيز وتوجيه الاهتمام نحو مهام محدَّدة، ويُعتقد أنَّ مناطق الدماغ الأماميَّة هي المسؤول الأول عن هذه القدرات.
يعتقدُ بحثون آخرون مثل غرايم هالفورد أنَّ سعة الذاكرة العاملة تتجلَّى بشكل أفضل من خلال القدرة على تكوين العلاقات العقلية بين العناصر، أو فهم العلاقة بين المعلومات والمعطيات المحتلفة، وأكَّد هالفورد على قدرتنا المحدودة على فهم العلاقات الإحصائيَّة بين المُتغيِّرات.

### تأثيرات الشدة النفسيَّة على الفيزيولوجيا العصبيَّة
يحدث ضعف في الذاكرة العاملة بسبب الشدَّة النفسيَّة والتوتُّر النفسي الحاد والمزمن، وقد تمَّ اكتشاف هذه الظاهرة لأول مرَّة عن طريق الدراسات التي أجراها أرنستين وزملاؤه على الحيوانات ، وجدت هذه الدراسات أنَّ هرمونات الكاتيكولامينات (أدرينالين ونورأدرينالين) التي تُفرز بشكلٍ كبير خلال الشدة النفسيَّة تؤِّثر على أداء الخلايا العصبيَّة وتُضعف الذاكرة العاملة وتُبطِّئ النقل العصبي عبر الخلايا، أمَّا التعرُّض للتوتر النفسي المزمن فضرره أكبر على الذاكرة العاملة وقد يؤدي أحياناً لضمور في أجزاء من الدماغ والنخاع الشوكي، بفضل تقنيات التصوير بالرنين المغناطيسي أصبح توسيع نطاق هذه الدراسات لتشمل البشر أمراً ممكناً، وكانت النتائج مشابهة تقريباً فالمستويات العالية من الكاتيكولامينات هي المسؤولة عن ضعف الذاكرة العاملة، والنتائج عينها تمَّ الحصول عليها خلال الدراسات التصويريَّة على أدمغة طلاب الطب الذين يخضعون لامتحانات مرهقة نفسيَّاً على مدى طويل ، الفائدة التي يمكن أن نجنيها من هذه الدراسات كبيرة، فقد تساعدنا في تفسير كيف يمكن للتوتر النفسي أن يُسبِّبَ أو يفاقم من الأمراض العقليَّة المختلفة، وكلَّما زاد مستوى الشدة النفسيَّة في حياة الإنسان كلَّما انخفضت كفاءة الذاكرة العاملة لديه وضعفت قدرته على أداء المهام المعرفيَّة البسيطة، وقد أظهر الطلاب الذين مارسوا تمارين استرخاء تقلِّل من الأفكار السلبيَّة وتخفِّف الإجهاد زيادةً في سعة وقدرة الذاكرة العاملة لديهم، يبدو أنَّ الناقل العصبي «دوبامين» هو المسؤول الأول في تأثير حالات المزاج السلبي والإيجابي على الذاكرة العاملة والوظائف المعرفية الأخرى.

## تأثيرات الكحول على الفيزيولوجيا العصبيَّة
إنَّ تعاطي الكحول قد يؤدِّي إلى تلف وضرر في الدماغ يعيق الذاكرة العاملة، وللكحول أيضاً تأثير هام على مستوى الأكسجين في الدم الوارد للدماغ والذي يلعب دوراً هامَّاً في النشاط الدماغي، ويبدو هذا التأثير يتركَّز خصوصاً في بعض مناطق الدماغ مثل النوى القاعديَّة والمهاد، ويزداد الضرر عند المراهقين الذين يبدأون الشرب في سن مُبكِّرة مقارنةً بغيرهم، كذلك تظهر تأثيرات أكبر عند الشابات المدمنات على الكحول في قشر الدماغ الجداري والأمامي، تحديداً عند القيام بمهمة الذاكرة العاملة المكانية، أمَّا الإفراط في الشرب (زيادة الجرعة) يمكن أن يؤثِّر أيضاً على مهام الذاكرة العاملة لا سيَّما الذاكرة العاملة البصرية، بالإضافة لذلك يبدو أنَّ هناك اختلافاً بين الجنسين فيما يتعلَّق بآليَّة تأثير الكحول على الذاكرة العاملة، ففي حين يبدو أنَّ مهام الذاكرة العاملة اللفظية عند النساء تكون أفضل بعد تناول الكحول مقارنةً بالرجال، إلا أنَّه يبدو أنَّ مهام الذاكرة العاملة المكانيَّة تصبح أسوأ، وكذلك يكون النشاط الدماغي أقل، يبدو أنَّ العمر هو عامل إضافي أيضاً فكبار السن هم أكثر عرضةً من غيرهم لتأثيرات الكحول على الذاكرة العاملة.

## العلاقة مع الأمراض العصبيَّة
يشاهد ضعف واضطراب الذاكرة العاملة في سياق العديد من الأمراض العصبية ومنها:
```
اضطراب نقص الانتباه مع فرط النشاط:
 اقترح العديد من المؤلِّفين أنَّ أعراض مرض 
اضطراب نقص الانتباه مع فرط النشاط
 تبدأ من خلل أولي في الذاكرة العاملة
[
39
]
، يتمثَّل هذا الخلل عادةً بتثبيط الاستجابة وضعف عام في التنسيق المركزي
[
39
]
، العديد من الدراسات وجدت أنَّ قدرات الذاكرة العاملة المكانيَّة واللفظيَّة أقل عند المصابين باضطرابات نقص الانتباه وفرط الحركيَّة بالإضافة للخلل في القدرات الأخرى، وعلى الرغم من ذلك فهذا الخلل أو الضعف ليس ضرورياً وغير كافٍ حتى لتفسير جميع الحالات المرضيَّة الموجودة في اضطرابات نقص الانتباه وفرط الحركيَّة، وعلى كلِّ حال فالعديد من النواقل العصبيَّة مثل الدوبامين والغلوتامات قد تشارك في اضطرابات نقص الانتباه وفي خلل الذاكرة العاملة في نفس الوقت، وهذا يعكس الارتباط الوثيق بين الحالتين ومن غير الواضح فيما إذا كانت اضطرابات نقص الانتباه هي التي تُسبِّب خلل الذاكرة العاملة أو أنَّ العكس هو الصحيح أو حتى وجود ارتباطات أخرى بين الحالتين.
[
40
]
[
41
]
[
42
]
```

داء باركنسون: إنَّ المرضى الذين تظهر عليهم علامات داء باركنسون يتظاهرون أيضاً بضعف القدرة الوظيفيَّة اللفظيَّة للذاكرة العاملة، أجريت دراسة على 21 مريض باركنسون مع 28 شخص طبيعي من نفس العمر لمعرفة فيما إذا كان هذا الضعف في الذاكرة العاملة يعود إلى عدم القدرة على التركيز أو انخفاض في الذاكرة العاملة في حدِّ ذاتها، وخلصت الدراسة إلى أنَّ للسببين آنفي الذكر دورٌ في ذلك.
```
الزهايمر:
 كلَّما تطوَّر مرض 
الزهايمر
 وزادت شدَّته قلَّت وظائف الذاكرة العاملة، ولتحرِّي الموضوع أجريت دراسة على دور الاتصالات العصبيَّة على الذاكرة العاملة في أدمغة الفئران، فقد أعطيت نصف الفئران في التجربة مواد كيميائيَّة تُحرِّض نفس تأثيرات داء الزهايمر وقورنت مع فئران طبيعيَّة، ومن ثمَّ وضعت الفئران في متاهة لاختبار قدرة الذاكرة العاملة لديها، أكَّدت هذه الدراسة على دور الزهايمر في إحداث ضعف مُترقِّي في الذاكرة العاملة وصولاً للقضاء عليها نهائيَّاً، أمَّا أسباب وطريقة حصول هذا التدهور في الذاكرة فما زال موضوعاً للدراسة والبحث.
[
44
]
```

داء هنتنغتون: قامت مجموعة من الباحثين بدراسة استمرت لثلاثين شهراً حول وظيفة الذاكرة العاملة عند مرضى داء هنتنغتون، والخلاصة وجود ضعف في قدرات الذاكرة العاملة في معظم مرضى داء هنتنغتون مقارنةً مع الأشخاص غير المصابين بهذا المرض.

## اقرأ أيضاً
- متلازمة الخرف الستيرويدي
- ذاكرة
- ذاكرة قصيرة الأمد
- ذاكرة طويلة الأمد
- ذاكرة متوسطة المدى